# Lygropia mediana
Lygropia mediana là một loài bướm đêm trong họ Crambidae.